# ولیکی اوتوک
ولیکی اوتوک (اسلوونیایی: Veliki Otok) یک زیستگاه انسانی در اسلوونی است که در Inner Carniola واقع شده‌است.

## خصوصیات
ولیکی اوتوک ۱۷٫۳۲ کیلومترمربع مساحت و ۱۴۸ نفر جمعیت دارد و ۵۳۹٫۸ متر بالاتر از سطح دریا واقع شده‌است.